# WingNut Films
WingNut Films est une société de production cinématographique néo-zélandaise créée par Peter Jackson en 1987.

## Productions
- 1982 : Battletruck
- 1986 : Red Crow and the Ghost Ship de Keita Amemiya.
- 1987 : Bad Taste, long métrage de Peter Jackson.
- 1990 : Les Feebles, long métrage de Peter Jackson.
- 1992 : Valley of the Stereos, court métrage de 15 minutes de George Port, écrit par Costa Botes[1], et coproduit avec James Booth.
- 1992 : Braindead, long métrage de Peter Jackson.
- 1994 : Jack Brown Genius, long métrage de Tony Hiles, écrit par Peter Jackson et Fran Walsh.
- 1994 : Créatures célestes, long métrage de Peter Jackson.
- 1995 : Forgotten Silver, faux documentaire de Peter Jackson et Costa Botes.
- 1996 : Fantômes contre fantômes, long métrage de Peter Jackson.
- 2001 : Le Seigneur des anneaux : La Communauté de l'anneau,
- 2002 : Le Seigneur des anneaux : Les Deux Tours,
- 2003 : Le Seigneur des anneaux : Le Retour du roi.
- 2005 : King Kong, long métrage de Peter Jackson.
- 2009 : District 9, long métrage de Neill Blomkamp coécrit avec Terri Tatchell.
- 2009 : Lovely Bones, long métrage de Peter Jackson.
- 2011 : Les Aventures de Tintin : Le Secret de La Licorne, long métrage de Steven Spielberg.
- 2012 : Le Hobbit : Un voyage inattendu,
- 2013 : Le Hobbit : La Désolation de Smaug,
- 2014 : Le Hobbit : La Bataille des Cinq Armées
- 2018 : Pour les soldats tombés (documentaire) de Peter Jackson
- 2018 : Mortal Engines de Christian Rivers
- En développement : The Adventures of Tintin: Prisoners of the Sun

## Sources et références
1. ↑  Sibley 2006, p. 263.